# Les Paupières des poissons
Les Paupières des poissons est une bande dessinée humoristique de vulgarisation scientifique sur la vie des animaux aquatiques, créée en 2018 par Fanny Vaucher, autrice suisse de bande dessinée et illustratrice, et Sébastien Moro, vulgarisateur scientifique et conférencier en éthologie. L'ouvrage, qui s'appuie sur une bibliographie de plus de 80 études scientifiques, est préfacé par la biologiste Monica Biondo et publié aux éditions La Plage.

## Historique

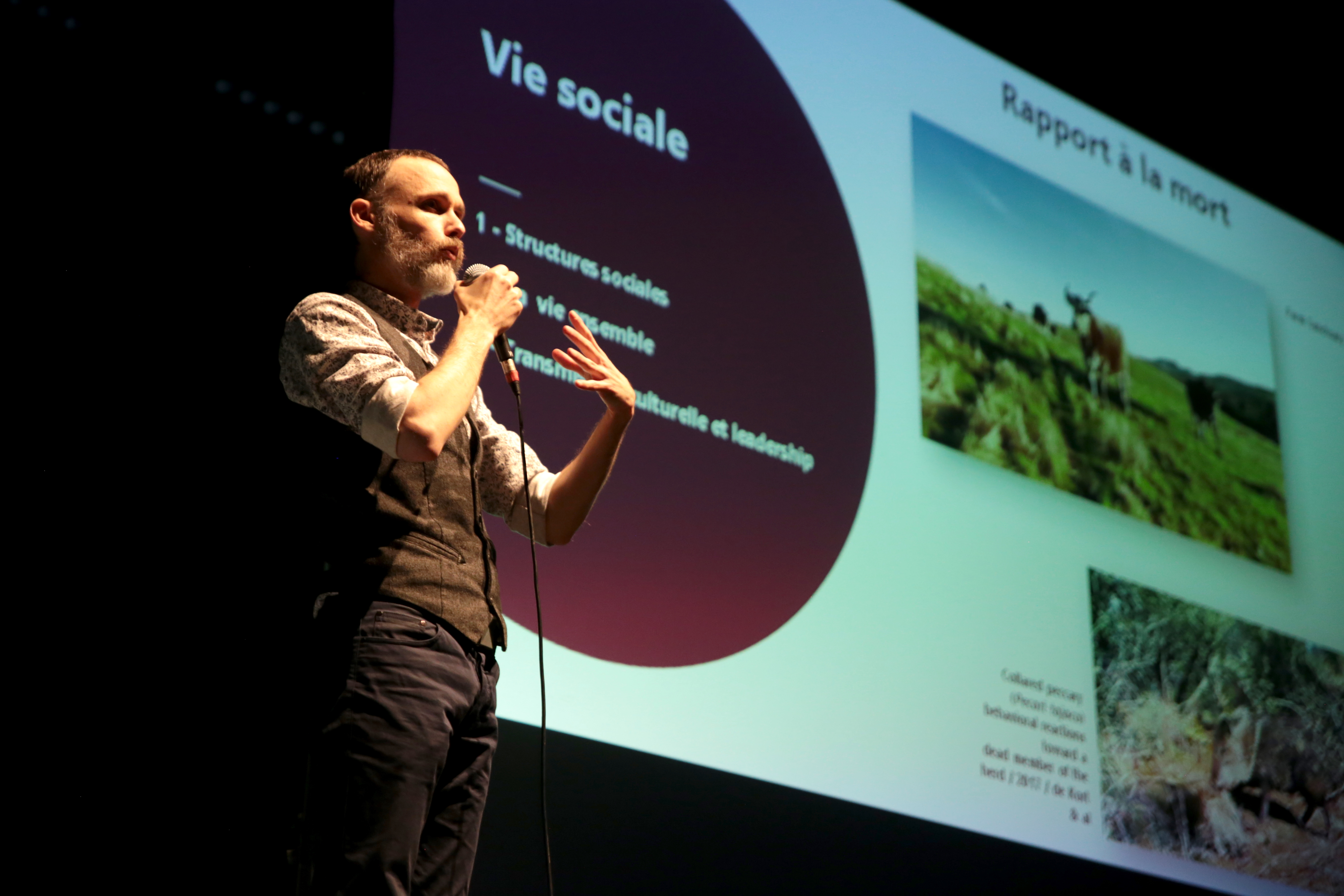
Conférence de Sébastien Moro sur « l'intelligence des animaux », à Lyon, en 2020

L'album, Les Paupières des poissons est né du blog intitulé Comment font les poissons pour dormir sans paupières ?, où en 2017 et 2018, étaient publiées les planches issues de la collaboration de deux militants de la cause animale,, Fanny Vaucher, autrice et illustratrice, et Sébastien Moro, vulgarisateur scientifique, également créateur de la chaîne YouTube « Cervelle d’oiseau »,,.
En faisant découvrir au lecteur que les poissons sont des êtres sociaux, sensibles et intelligents, la démarche des auteurs est de faire comprendre que ces animaux devraient être traités autrement. Selon Sébastien Moro : « Plusieurs travaux de sociologie semblent indiquer que plus le public connaît les capacités cognitives des autres animaux, et plus il est enclin à leur accorder de l’intérêt et du respect. C’est d’ailleurs ce qui oriente l’ensemble de mon travail ! ».

## Réception critique
- Pour France Info, Les Paupières des poissons « renverse les clichés sur le manque d’intelligence de certains poissons. L’objectif : démontrer que les poissons sont des animaux comme les autres et alerter sur leur extinction. »[6]
- Selon L214, Les Paupières des poissons est « de la science colorée à l’aquarelle, le tout saupoudré d’une bonne dose d’humour : voilà la recette des Paupières des poissons, un album d’éthologie illustré à découvrir de toute urgence ! »[7]
- Pour Sciences et Avenir  « ce livre se lit d'une traite. »[8].
- Pour Mathieu Vidard de France Inter, l'ouvrage est « une épopée fantastique et marine », « très intéressant et drôle »[9].
- BD Gest' accueille avec froideur le traitement tant narratif qu'esthétique[10].

### Prix littéraire

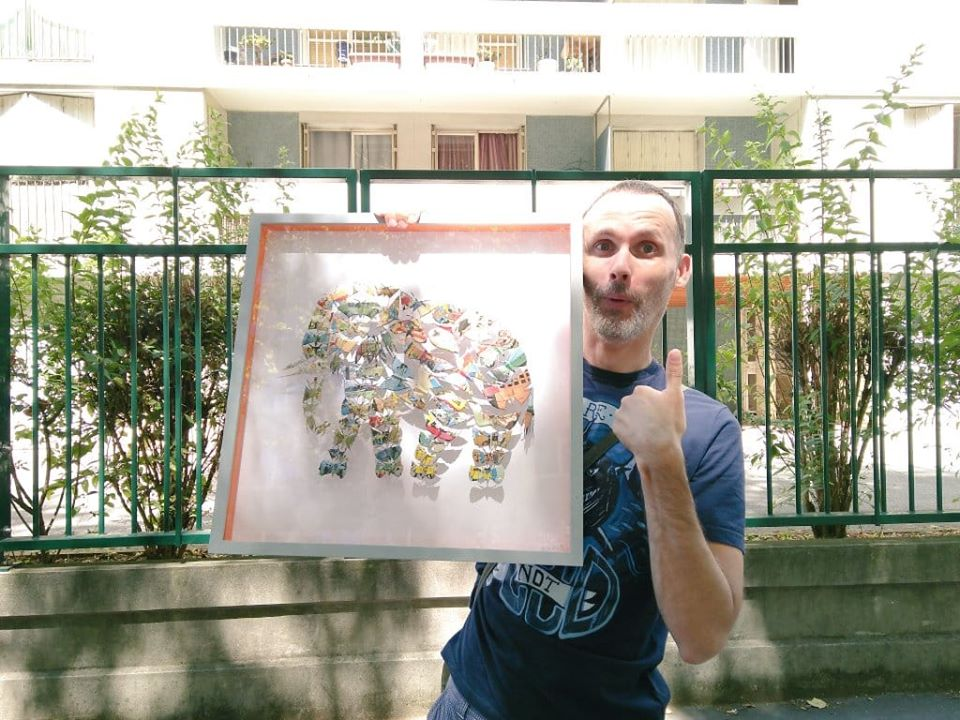
Sébastien Moro et son Prix Maya 2019

En juin 2019, Les Paupières des poissons remporte le prix Maya du livre animaliste,,, récompense littéraire pour les œuvres en rapport avec les questions de bien-être animal.

### Liens connexes
- Bien-être animal
- Antispécisme
- Douleur chez les poissons